# Suore missionarie catechiste del Sacro Cuore
Le Suore missionarie catechiste del Sacro Cuore sono un istituto religioso femminile di diritto pontificio: le suore di questa congregazione pospongono al loro nome la sigla M.C.S.C.

## Storia
Le origini della congregazione risalgono a quella delle Figlie del Sacro Costato, fondata da Eustachio Montemurro con l'aiuto di Gennaro Maria Bracale. Soppressa nella diocesi di Gravina nel 1911, fu presto ricostituita nelle diocesi di Potenza e Venosa ad opera dei rispettivi vescovi (Ignazio Monterisi, considerato il fondatore dell'istituto, e Felice Del Sordo).
La direzione dell'istituto fu affidata ad Annibale Maria Di Francia, che tentò di fonderlo con le sue Figlie del Divino Zelo, ma la congregazione riuscì a mantenersi indipendente e a conservare la propria fisionomia sotto la guida della superiora generale Maria della Santa Croce D'Ippolito.
Nel 1918 la congregazione si scisse in due: le case della diocesi di Venosa elessero come superiora generale Maria Addolorata Quaranta e presero il nome di Suore missionarie del Sacro Costato e di Maria Santissima Addolorata; il ramo della diocesi di Potenza rimase fedele a madre D'Ippolito e allo spirito impresso alla congregazione da Montemurro e Bracale.
Le religiose di Potenza conservarono il nome di Figlie del Sacro Costato fino al 4 maggio 1949, quando ricevettero il pontificio decreto di lode e assunsero la denominazione di "Missionarie Catechiste del Sacro Cuore"; le loro costituzioni furono approvate definitivamente il 25 maggio 1958.

## Attività e diffusione
Le religiose si dedicano all'educazione morale e civile dell'infanzia e della gioventù, soprattutto nelle zone rurali, e al lavoro nelle parrocchie e nelle missioni.
Sono presenti in Europa (Italia, Romania) e nelle Americhe (Bolivia, Brasile, Cile); la sede generalizia è a Roma.
Alla fine del 2011 la congregazione contava 129 religiose in 27 case.